# Burg Puchart
Die Burg Puchart, auch bekannt als Hrad Potštát (Feste Puchard), Zighart, Pustý zámek (Wüstes Schloss), Sudetský zámek (Sudetenburg), liegt über dem Tal der Velička bei Boňkov in der Gemeinde Olšovec südlich von Potštát im Olomoucký kraj, Mähren, Tschechien.

## Geschichte
Der genaue Zeitraum der Gründung der Burg ist nicht bekannt. Sie entstand vermutlich im Zusammenhang mit der Kolonisierung der Umgebung im 13./14. Jahrhundert. Im Jahre 1241 wurde die Burg angeblich von Tataren oder 1252/53 von Kumanen verwüstet. Zum ersten Mal wird die Burg in einer Urkunde im Jahre 1318 als Besitz des Záviš von Potštát erwähnt, dem 1322 auch Potštát gehörte. Die Burg wurde entweder im Zuge der Besetzung Potštáts durch den Markgrafen Prokop von Mähren im Jahre 1394 oder während des ungarisch-böhmischen Kriegs 1475 durch Matthias Corvinus zerstört. 
Die Burganlage bestand aus der vorderen und der hinteren Burg (přední hrad, zadní hrad), die etwa 150 Meter voneinander entfernt sind. Auf dem Gelände selbst befindet sich heute ein Ausflugsrestaurant (pohostinství U tlustého Jana). Der Name bezieht sich auf einen früheren Wirt, der so beleibt gewesen sein soll, dass er eine Spezialstuhl brauchte, aus dem er sich nur mit Hilfe eines Flaschenzugs erheben konnte. Auch um die Ruine reihen sich Sagen von Raubrittern und Schätzen.
Die Burgruine Puchard/Potštát sollte nicht mit dem etwa 6 Kilometer nördlich gelegenen Schloss Potštát verwechselt werden, das durch Umbau einer Feste im 17. Jahrhundert in Potštát (Bodenstadt) errichtet wurde und sich in einem ruinösen Bauzustand befindet.